# Jean Duplessy
Pour les articles homonymes, voir Duplessy.
Jean Duplessy, né le 18 juin 1929 à Paris et mort le 24 novembre 2020 à Nogent-le-Rotrou, est un chercheur en numismatique royale et féodale française, président d'honneur de la Société d'Études Numismatiques et Archéologiques. Ingénieur de recherche au Centre national de la recherche scientifique, il passa sa carrière à étudier les monnaies médiévales, particulièrement les trésors et les exemplaires rares et inédits. Ses monographies s'attachent à inventorier les différents types monétaires tout en replaçant chronologiquement et géographiquement les différentes émissions.  
Sa contribution prolifique à la numismatique royale et féodale, s'étalant sur plus d'un demi-siècle, fait de lui un auteur incontournable dans le domaine de la numismatique médiévale française.   

## Articles (liste non exhaustive)
- La circulation des monnaies arabes en Europe occidentale du VIIIe au XIIIe siècle. In: Revue numismatique , 1956, pp. 102-163[4].
- Le trésor de Boussais (Deux-Sèvres). In: Revue numismatique , 6e série - Tome 2, 1959 pp. 237-261[5].
- Le trésor de Royville (Seine-Maritime). In: Revue numismatique , 6e série - Tome 2, 1959 pp. 337-341[6].
- Le trésor de Vaucé (Mayenne). In: Revue numismatique , 6e série - Tome 4, 1962 pp. 277-313[7].
- Le trésor de Fontaine-Simon (Eure-et-Loir) (Monnaies de Louis XIII et de Louis XIV). In: Revue numismatique , 6e série - Tome 10, 1968 pp. 263-279[8].
- La monnaie flamande. In: XLIIIe congrès de la Fédération des cercles d'archéologie et d'histoire de Belgique, Sint-Nicklaas-Waas, 1974, Annales, 1974, pp. 525-527.
- L'écu d'or de l'empereur Louis IV de Bavière. In: Annales du XLIVe congrès, Huy 18-22 août 1976, 1976, pp. 343-346.
- Le Trésor de Priziac, Morbihan : contribution à l'étude du monnayage de Philippe VI. In: Revue numismatique, 6e série - Tome 18, 1976, pp. 186-223[9].
- Trésor de monnaies des XVe et XVIe siècles découvert à Fécamp. In: Revue numismatique , 6e série - Tome 19, 1977 pp. 162-179[10].
- Le Trésor de Sury-près-Léré, Cher : monnaies d'argent des XVIe et XVIIe siècles. In: Cahiers d'archéologie et d'histoire du Berry, n°50-51, 1977, pp. 85-93.
- Trésor de doubles gros vierlander de Philippe le Bon, découvert à Rethonvillers, Somme. In: Bulletin du cercle d'études numismatiques, n°14-2, 1977, pp. 25-39.
- Trésor découvert dans le canton de Saugues, monnaies d'or du XVIe et du XVIIe siècle. In: Cahiers de la Haute-Loire, 1977, pp. 47-49.
- Monnaies capétiennes rares de Philippe Ier et de Louis VI. In: Bulletin de la Bibliothèque Nationale, n°4, déc. 1977, pp. 147-149.
- Le trésor de Saint-Martin-de-Beauville (Lot-et-Garonne) (Monnaies d'argent et de billon des XVe et XVIe siècles). In: Revue numismatique , 6e série - Tome 20, 1978 pp. 157-170[11].
- Le monnayage du roi Raoul, 923-936 en Orléanais. In: Bulletin de la société archéologique et historique de l'Orléanais, n°49, 1978, pp. 115-124.
- Trésor de la campagne de France, 1814 caché à Nanteuil-les-Meaux. In: Cahiers numismatiques, n°56, juin 1978, pp. 164-170.
- Un trésor monétaire à l'Abbaye de Vauclair (Aisne) (Monnaies d'argent et de billon du XVe au XVIIe siècle) In: Revue archéologique de Picardie, n°6, 1979, pp. 173-227.
- Rodolphe de Zaehringen, prince-évêque de Liège, 1167-1192. In: Club français de la médaille, n°62-63, 1979, pp. 142-144
- La circulation des monnaies espagnoles en France. In: II Symposi numismatic de Barcelona, sota el patroini de la Asociacion numismatica espanola, Barcelona, 1980, pp. 79-82.
- Le baudekin de Marguerite de Constantinople, comtesse du Hainaut 1244-1280. In: Club français de la médaille, n°67-68, 1980, pp. 128-133.
- Le piéfort du thaler de Guillaume IV, comte de Bergh, 1546-1568 et 1576-1586. In: Club français de la médaille, n°68, 1980, pp. 164-166.
- Imitations et contrefaçons dans le monnayage d'or médiéval des anciens Pays-Bas In: Bulletin du Cercle d'études numismatiques, vol. 18, n° 14 (oct. - déc. 1981), 1981, pp. 83-91
- Denier inédit (fin Xe-début XIe siècle) provenant du trésor du Puy. In: Bulletin de la Société française de numismatique, n°37-9, 1982, pp. 243.
- Le trésor de Lupiac Gers (monnaies fausses du XIIe siècle). In: Cahiers numismatiques, 1984, pp. 49-51[12].
- Trouvailles de monnaies de l'Orient latin en Europe occidentale. In: Actes du XIIe Congrès international de Numismatique, Bruxelles 1991, t. 2, 1993, pp. 147-150.
- Obole inédite d’Adalbert de Peyre, évêque de Viviers (1297-1306). In: Bulletin de la Société française de numismatique, 1996-1, pp. 5-6.
- Les trésors de gros tournois découverts en France, en Belgique, aux Pays-Bas et en Suisse. In: The gros tournois, 1997, pp. 159-256.
- Observations sur le monnayage du comté de Blois entre 1050 et 1218. In: Bulletin de la Société française de numismatique, t. 54-1, 1999, pp. 5-6.
- Les monnaies allemandes et autrichiennes dans les trésors français médiévaux (XIIe – XVe siècle). In: XII. Internationaler Numismatischer Kongress Berlin 1997. Akten, 2000, pp. 1027-1036.

## Articles (en co-auteur)
Avec John D. Brand :
- Avec John D. Brand : A Parcel from the Montpellier hoard, 1934. In: The British numismatic journal, vol. 47, 1977, pp. 77-91[13].

Avec Michel Dhénin :
- La circulation des monnaies portugaises en France d'après les trésors (XIVe-XVIIIe s.) In: I Congresso luso-brasileiro de numismática, V Congresso nacional, Porto, 8 a 10 de março, Santarém, 11 e 12 de março, Actas, 2000, pp. 263-288[14].

Avec David Michael Metcalf :
- Le trésor de Samos et la circulation monétaire en Orient latin aux XIIe et XIIIe siècles. In: Revue Belge de Numismatique et de Sigillographie , n°108, 1962, pp. 173-207[15].

## Monographies
- Avec la collaboration de Pierre Bastien  : Musée des Beaux-Arts de Lille, Catalogue des monnaies d'or flamandes de la collection Vernier, 1975[16].
- Les trésors monétaires médiévaux et modernes découverts en France (751-1223), tome 1, 1985  (ISBN 2-7177-1223-2)[17].
- Les monnaies françaises royales de Hugues Capet à Louis XVI (987-1793), 2 tomes, 1989[18].
- Les trésors monétaires médiévaux et modernes découverts en France (1223-1385), tome 2, 1995  (ISBN 2-7177-1930-X)[19].
- Les monnaies françaises royales de Hugues Capet à Louis XVI (987-1793) (2e édition revue et augmentée), 2 tomes, 1999  (ISBN 2-9510355-2-7).
- Les monnaies françaises féodales, tome 1, 2004  (ISBN 2-9510355-5-1) [20].
- Jehan de Lançon : chanson de geste du XIIIe siècle, 2005  (ISBN 2-86377-196-5)[21].
- Les monnaies françaises féodales, tome 2, 2010.

## Contributions
- N . J. Mayhew, Sterling imitations of Edwardian, with contributions by Jean Duplessy, Robert Heslip and Zofia Stos-Gale, 1983  (ISBN 0-901-405-20-5)[22].

## Autorité
- Notices d'autorité :   - VIAF
  - ISNI
  - BnF (données)
  - IdRef
  - LCCN
  - CiNii
  - Pays-Bas
  - NUKAT
  - Norvège
  - WorldCat